# トロキセルチン
トロキセルチン(英: Troxerutin)はフラボノールの一種であるルチンの誘導体
。アグリコンの3つの水酸基にヒドロキシエチル基がエーテル結合したヒドロキシエチルルトシドの1つ。 エンジュから分離される。
血管保護作用(vasoprotective)がある。
トロキセルチンは、マウスにおいて高コレステロール食により誘導される活性酸素(ROS)を低減し中枢神経系(CNS)のインスリン抵抗性を改善した。